# Jan Głowacki
Jan Głowacki (ur. 8 czerwca 1907 w Łęczeszycach, zm. 15 sierpnia 1980 w Warszawie) – polski kolarz.

## Życiorys
Od 1924 należał do Amatorskiego Klubu Sportowego Warszawa. W 1925 zaczął uprawiać kolarstwo. W 1926 zajął drugie miejsce w biegu tygodnika „Stadjon” na 50 km oraz wygrał bieg uliczny „Expressu” i cross o Puchar „Rzeczypospolitej”. W 1927 wygrał bieg na przełaj w Krakowie i bieg o puchar „Rzeczypospolitej”. Potem stale startował w tych ostatnich zawodach, rozgrywanych jako mistrzostwa Polski w kolarstwie przełajowym. Triumfował w ich pierwszej edycji z 1928 (otrzymał wtedy puchar na własność). Później powtórzył ten sukces w 1932, a w ponadto w latach 1929 i 1931 był drugi, natomiast w 1937 trzeci.
W 1937 reprezentował barwy Polonii Warszawa, w latach 1938-1939 Ursusa Warszawa, w barwach którego w 1938 i 1939 zdobył wicemistrzostwo Polski w szosowym wyścigu drużynowym. 
Poza kolarstwem uprawiał też lekkoatletykę.